# Башашкін Анатолій Васильович
Анатолій Васильович Башашкін (рос. Анатолий Васильевич Башашкин; 23 лютого 1924, Реутов, Московський повіт, Московська губернія, РСФСР, СРСР — 27 липня 2002, Москва, Росія) — радянський футболіст, центральний півзахисник. Олімпійський чемпіон. Заслужений майстер спорту.

## Біографія
Футбольний шлях розпочав у команді «Труд» з рідного міста Реутов Московської області. У 1940—1941 роках грав за юнацький склад московського «Спартака». Після війни, як солдат строкової служби, виступав у класі «Б» першості СРСР за команду Будинку офіцерів Закавказького військового округу. У складі тбіліського клубу двічі перемагав у чемпіонаті Збройних сил (1945, 1946).
Для великого футболу його відкрив Борис Аркадьєв. Знаний фахівець ходив на матчі нижчих ліг і побачив у молодому півзахисникові задатки класного футболіста, який 1947 року перейшов до головного армійського клубу. Наступного сезону тренер перевів його на позицію центрального захисника. Башашкін був проти зміни амплуа, йому здавалося, що у центробека не може бути ніякої ініціативи, нічого цікавого. Згодом Аркадьєву вдалося переконати, що це саме його місце і тут він буде найбільш корисним для клубу. На цій позиції необхідно бути винахідливим і думаючим гравцем — щоб розгадати та зруйнувати наміри суперників і розпочати атаку своєї команди.
Незабаром лейтенант Башашкін став найсильнішим центральним захисником СРСР. Фізично міцний, технічний, він вмів грати раціонально і просто, мав тонке тактичне відчуттям. При перехопленні м'яча завжди прагнув довгим пасом розпочати контратаку. Гостре позиційне відчуття дозволяло йому з однаковим успіхом протидіяти суперникам в центрі оборони і приходити на допомогу партнерам на флангах. В його діях персональна опіка раціонально поєднувалася з «зонним захистом». Всі успіхи ЦБЧА цього періоду — три звання чемпіона (1948, 1950, 1951), і два — володаря Кубка країни (1948, 1951) — нерозривно пов'язані з його ім'ям. А ще, в першому сезоні він відіграв недостатню кількість матчів для здобуття титулу чемпіона.
15 липня 1952 року Башашкін, в ролі капітана, вивів відроджену збірну СРСР на перший матч олімпійського турніру в Гельсінкі. А закінчив Олімпіаду, як і всі його партнери по ЦБРА, розжалуваним в рядові і позбавленим звання майстра спорту.
Після розформування ЦБРА, півтора сезони грав за команди м. Калініна, МВО і «Спартак», де ще раз став чемпіоном СРСР (1953), повернувся у відроджений армійський клуб і виступав у ньому до 1958 року. Весь час був капітаном команди. На його рахунку 183 лігових матчів і один забитий м'яч. Двічі входив до списку кращих футболістів країни під першим номером на своїй позиції. 1955 року йому присвоїли звання заслужений майстер спорту. Нова армійська команда була уже не такою сильною, але продовжувала бути одним з лідерів радянського футболу, 1955 року здобули перемогу в національному кубку. Наступного сезону, у складі збірної Москви, став переможцем Спартакіади народів СРСР.
Останній матч за збірну провів 8 грудня 1956 року в Мельбурні. Зі складу чотирирічної давнини, на поле вийшли лише два «спартаківця» Нетто, Ільїн і «армієць» Башашкін. Їм вдалося взяти реванш у югославів і здобути золоті медалі олімпійських чемпіонів. З футболом розпрощався у 34 роки, його футбольні здобутки були відзначені орденом Трудового Червоного Прапора.
Після завершення ігрової кар'єри поступив до Академії бронетанкових військ. Службу продовжував на Україні. У запас вийшов у званні інженера-полковника. Військовий пенсіонер повернувся у футбол, але вже як тренер: очолював команди «Пахтакор» (Ташкент), «Красна Пресня» (Москва), «Локомотив» (Улан-Уде). 1981 року був помічником Костянтина Бєскова у московському «Спартаку».

## Досягнення
- Олімпійський чемпіон: 1956
- Чемпіон СРСР (4): 1948, 1950, 1951, 1953
- Володар Кубка СРСР (3): 1948, 1951, 1955

## Статистика
Статистика виступів у національній збірній:
| Рік    | Ігри | Голи |
| ------ | ---- | ---- |
| 1952   | 3    | 0    |
| 1954   | 2    | 0    |
| 1955   | 4    | 0    |
| 1956   | 12   | 0    |
| Всього | 21   | 0    |